# Бжезьниця-Кольонія
Бжезьниця-Кольонія (пол. Brzeźnica-Kolonia) — село в Польщі, у гміні Ястрове Злотовського повіту Великопольського воєводства.
Населення — 213 осіб (2011).
У 1975-1998 роках село належало до Пільського воєводства.

## Демографія
Демографічна структура станом на 31 березня 2011 року:
|          | Загалом | Допрацездатний вік | Працездатний вік | Постпрацездатний вік |
| -------- | ------- | ------------------ | ---------------- | -------------------- |
| Чоловіки | 112     | 34                 | 73               | 5                    |
| Жінки    | 101     | 22                 | 63               | 16                   |
| Разом    | 213     | 56                 | 136              | 21                   |